# Magical Mystery Tour (альбом)
Magical Mystery Tour (укр. Чарівна таємнича подорож) — дев'ятий альбом гурту The Beatles. Записаний в студіях Abbey Road Studios і Olympic Sound в 1967 році в період з 25 квітня по 7 листопада. Вперше випущений на LP в 1967 році (у США). У Великій Британії в тому ж році був випущений у форматі подвійного міні-альбому. Альбом вважають піком психоделіки у творчості групи.

## Список композицій на американській версії

### Перша сторона
1. «Magical Mystery Tour» — 2:51
2. «The Fool on the Hill» — 3:00
3. «Flying» (Леннон—Маккартні—Джордж Гаррісон—Рінго Старр) — 2:16
4. «Blue Jay Way» (Джордж Гаррісон) — 3:56
5. «Your Mother Should Know» — 2:29
6. «I Am the Walrus» — 4:37

### Друга сторона
1. «Hello, Goodbye» — 3:31
2. «Strawberry Fields Forever» — 4:10
3. «Penny Lane» — 3:03
4. «Baby You're a Rich Man» — 3:03
5. «All You Need Is Love» — 3:48

## Список композицій на британській версії

### Перша сторона
1. «Magical Mystery Tour»
2. «Your Mother Should Know»

### Друга сторона
1. «I Am the Walrus»

### Третя сторона
1. «The Fool on the Hill»
2. «Flying»

### Четверта сторона
1. «Blue Jay Way»